# Prix des droits de l'homme Václav-Havel
 (octobre 2016).
Si vous disposez d'ouvrages ou d'articles de référence ou si vous connaissez des sites web de qualité traitant du thème abordé ici, merci de compléter l'article en donnant les références utiles à sa vérifiabilité et en les liant à la section « Notes et références ».
Le prix des droits de l'homme Václav-Havel est une distinction créée en 2013 et décernée chaque année par l'Assemblée parlementaire du Conseil de l'Europe. Il est nommé en l'honneur de l'homme d'État tchèque Václav Havel (1936-2011), dramaturge ayant participé à la révolution de Velours de 1989. Ce prix récompense des « actions exceptionnelles de la société civile dans la défense des droits de l’homme en Europe et au-delà du continent ». Il est ouvert à la candidature pour toute personne ou organisation non gouvernementale.

## Lauréats
- 2013 :  Alès Bialiatski
- 2014 :  Anar Mammadli (en)
- 2015 :  Lioudmila Alexeïeva
- 2016 :  Nadia Murad
- 2017 :  Murat Arslan[3]
- 2018 :  Oïoub Titiev [4]
- 2019 :  Ilham Tohti ; Initiative des jeunes pour les droits de l'homme[5]
- 2020 :  Loujain Al-Hathloul
- 2021 :  Maria Kolesnikova[6]
- 2022 :  Vladimir Kara-Mourza[7]
- 2023 :  Osman Kavala[8]
- 2024 :  María Corina Machado[9]